# Азизов, Заур Магомедович
Азизов Заур Магомедович (род. 20 июня 1987, Махачкала) — российский самбист, чемпион и призёр чемпионатов России по боевому самбо, чемпион и призёр чемпионатов Европы, призёр чемпионата мира, мастер спорта России международного класса (2015). Боец смешанных единоборств. По состоянию на 2017 год провёл четыре боя, из которых три выиграл.

## Спортивные результаты
- Первенство России по боевому самбо 2007 — ;
- Чемпионат России по боевому самбо 2011 — ;
- Чемпионат России по боевому самбо 2014 — ;
- Чемпионат России по боевому самбо 2016 — ;
- Чемпионат России по боевому самбо 2017 — ;
- Чемпионат России по самбо 2018 — ;
- Чемпионат России по самбо 2020 — ;

## Статистика боёв
| № | Результат | Рекорд | Соперник                      | Способ                       | Турнир                                 | Место проведения        | Дата                 | Раунд | Время |
| - | --------- | ------ | ----------------------------- | ---------------------------- | -------------------------------------- | ----------------------- | -------------------- | ----- | ----- |
| 4 | Победа    | 3-1    | Фазиль Нурализаде             | Сабмишном (рычаг локтя)      | Professional Combat Sambo — Russia Cup | Санкт-Петербург, Россия | 10 октября 2015 года | 1     | 1:43  |
| 3 | Победа    | 2-1    | Алимагомед Магомедов · Россия | Техническим нокаутом (удары) | Professional Combat Sambo — Russia Cup | Санкт-Петербург, Россия | 13 декабря 2014 года | 2     | 2:11  |
| 2 | Поражение | 1-1    | Сергей Ковалёв · Россия       | Сабмишном (удушение сзади)   | ANC — Alexander Nevsky Cup 2           | Санкт-Петербург, Россия | 18 мая 2012 года     | 2     | 1:40  |
| 1 | Победа    | 1-0    | Максимилиан Бертанд           | Техническим нокаутом (удары) | Draka — Governor’s Cup 2009            | Хабаровск, Россия       | 7 ноября 2009 года   | 2     | 2:20  |